# Свешникова, Ирина Николаевна (цитогенетик)
Ирина Николаевна Свешникова (1901—?) — советский цитогенетник, пионер изучения эволюции кариотипа, доктор биологических наук.

## Биография
Окончила Петровскую сельскохозяйственную академию. Ученица одной из первых женщин-цитологов А. Г. Николаевой. В 1920-е годы помогала Г. Д. Карпеченко на Селекционной станции в Петровско-Разумовском в цитологическом контроле его опытов.
В письме к Д. Л. Рудзинскому заведующий кафедрой Петровской академии С. И. Жегалов писал:
...Удалось найти двух талантливых учеников для нее [А. Г. Николаевой]: Г. Д. Карпеченко, оканчивающего срок оставления при кафедре, и И. Н. Свешникову, которую никак не могу устроить в Академию на платное место.
Так и не сумев получить штатную единицу в сельсхозяйственной академии, в 1923 году Свешникова перешла работать в Государственный Тимирязевский научно-исследовательский институт к С. Г. Навашину, переехавшему тогда из Тифлиса в Москву.
Е. В. Раменский в своей монографии о Н. К. Кольцове относит Ирину Николаевну ко второму поколения «кольцовцев». Она изучала хромосомные наборы бобовых из рода вика (Vicia). Получила хромосомные «портреты» 28 видов этого рода и составила определительную таблицы видов по особенностям их кариотипов. Классификация, построенная на цитогенетических признаках, дала совпадающие результаты с традиционной классификацией, опирающейся на внешние признаки растений, строение цветков и т. п. Кроме того И. Н. Свешникова сумела получить плодовитый гибрид вики с удвоенным набором хромосом и прекрасными хозяйственными свойствами. Её работу детально обсуждает Н. К. Кольцов в своей монографии (сборнике трудов) 1936 года. Н. П. Дубинин считает Свешникову наряду с М. С. Навашиным пионером исследований законов эволюции кариотипов.
К 1934 году заведовала лабораторией Тимирязевской сельскохозяйственной академии.
24 декабря 1934 года посетила В. И. Вернадского. Учёный записал в дневнике:
Была Свешникова, раб[отает] в Тимиряз[евской] ак[адемии], в институте. Молодая девушка или женщина. Об ней ничего не знаю, кроме этого посещения. Обратилась ко мне после моего доклада третьего дня в Академии — её поразило замечание о применении методики Баранова. Но очевидно и раньше: т[ак] к[ак] обратиться ко мне ей указал Р.С. Ильин, которого она знает с детства. Москвичка. Она одинока в научн[ой] лаб[оратории] и не может удовлетворяться тем, чем удовлетворяются её товарищи. Ищет целостного научного мировоззрения. Хочет работать в связи с нашей лабораторией.
Ученица Д. А. Сабинина Ю. Л. Цельникер вспоминает, что в начале 1945 года Дмитрий Анатольевич направил её и её однокурсницу Майю Штернберг на два месяца в Институт цитологии, там специалист-цитолог И. Н. Свешникова обучала их изготовлению постоянных препаратов для микроскопирования.
К 1955 году защитила докторскую диссертацию и работала старшим научным сотрудником в институте физиологии растений АН СССР. Тогда же подписала «Письмо трёхсот», ставшее впоследствии причиной отставки Т. Д. Лысенко с поста президента ВАСХНИЛ.
В 1973 году совместно с д.б.н. О. Н. Кулаевой руководила кандидатской работой В. А. Хохловой.
В 1979 году в Институте Общей генетики вышла итоговая монография Ирины Николаевны «Цитогенетика рода Vicia».

## Научные труды

### Книги
- Свешникова И. Н., Белехова Ю. П. Изменения хромосом в результате межвидовой гибридизации у вики и их филогенетическое значение. Изменения хромосом в результате межвидовой гибридизации у вики и их филогенетическое значение / Отв. ред. акад. П. И. Лисицын. М. : Изд-во Всес. акад. с.-х. наук им. В. И. Ленина, тип. школы ФЗУ треста «Полиграфкнига», 1936 Серия IV. Общ. растениеводство ; Вып. 6, 42 c.
- Свешникова И. Н. Цитогенетика рода Vicia / [Предисл. Н. П. Дубинина]. — Москва : Наука, [В надзаг.: АН СССР, Ин-т общ. генетики.] 1979. — 152 с.

### Статьи
- Свешникова И. Н. Кариологический очерк рода Vicia. Тр. прикл. бот. ген. сел., 1927, т. 17, вып. 3, с. 37-72.
- Sweschnikowa, I. 1928. Die Genese des Kerns im Genus Vicia. Verh. 5th Int. Kongr. Vererb.: Berlin, Bd. 2, pp. 1415—1421.
- Свешникова И. Н. Редукционное деление у гибридов Vicia. — Труды Всесоюз. съезда по генет., сел., сем. и плем. Жив., т. 2. Л., 1929, с. 447
- Свешникова И. Н., 1929. Vicia sativa и Vicia cracca L. (К вопросу о значении кариотипа вc стематике). Изв. Сел. Хоз. Акад. им К. А. Тимирязева, кн. 4, c. 1—22.
- Свешикова И., Белехова Ю. 1931. Новые перспективы селекции вики. // Журнал Семеноводство № 13-14.
- Sveshnikova I. A Study of Interspecific hybrids of Vicia // Proceedings of the sixth International Congress of Gesetics , Itaka , New York , 2 , 1932.
- Свешникова И. Н. Цитогенетический анализ гетерозиса у гибридов Vicia. — Биол. журн., 1935, 4, вып. 5.
- Свешникова И. Н. Транслокации у гибридов как индикатор эволюции кариотипа. — Биол. журн., 1936, 5, вып. 2.
- Свешикова И. Н., Белехова Ю. П. Проблема транслокации у гибридов. // Труды по прикладной ботанике, генетике и селекции, сер. 2, Л., 1936, No 9. C. 63—70.
- Свешникова И. Н. Элементы формообразования у многолетних форм Vicia. Биологический журнал, 1937, т. 6, № 5-6, с. 949—970
- Sveshnikova, I. N. 1940. Cytogenetical studies of heterosis in hybrids of Vicia. J. Hered. 31: 349—360.
- Свешникова И. Н. Сравнительный анализ центросом в животной и растительной клетке. Доклады АН СССР 1952, т. 4, в. 4, c. 797—800 .
- Курсанов A. Л., Кулаева О..Н., Свешникова И..Н., Попова Э..А., Болякина Ю..П., Клячко H. Л., Воробьева И. П. 1964. Восстановление клеточных структур и обмена веществ в желтых листьях под действием 6-бензиламинопурина. Физиология растений, 11, 838—841.
- Свешникова И. Н., Кулаева О. Н., Болякина Ю. П. 1966. Образование ламелл и гран в хлоропластах желтых листьев под действием 6-бензиламинопурина. Физиология растений, 13, 769—773.
- Sveshnikova I. N., Kulaeva O. N., Bolyakina Yu. P. 1966. Restoration of the structure of cellular organelles of old leaves under the action of kinines. Sixth International congress for electron microscopy. 327—328.
- Понтович В. Э. , Свешникова И. Н. 1966. Формирование зародышей Papaver somniferum L. при культивировании семяпочек in vitro. // Физиол. растений, Т. 13, Вып. 1. С. 105—113
- Свешникова И. Н. Цитологическое изучение действия 6-бензиламинопурина и кинетина на изолированные семядоли льна. // Физиология растений. — 1969. — Т. 16. — Вып. 4. — С. 687—691.
- Микулович Т. П., Хохлова В. А.; Кулаева О. Н., Свешникова И. Н., 1971. Влияние 6-бензиламинопурина на изолированные семядоли тыквы. // Физиол. раст. 18, 1, C. 98—106.
- Хохлова В. А., Свешникова И. Н., Кулаева О. Н., 1971. Влияние фитогормонов на формирование структуры хлоропластов в изолированных семядолях тыквы. Цитология, 13, 9, c. 1074—1079.
- Свешникова И. Н., Болякина Ю. П., Бузулукова Н. П., Хохлова В. А. Роль клеточных мембран в синтезе и распаде запасного белка. Тезисы докл. на VIII Всесоюзн. конференции по электр. микр.; 160. Москва, 1971.
- Кулаева О. Н., Еркеев М. И., Хохлова В. А., Свешникова И. Н. Гормональная регуляция физиологических процессов в изолированных семядолях тыквы. // Физиол. раст. 1972. 19, 5, C. 1923—1033

## Комментарии
1. ↑  Необходима проверка этих сведений, так как в 1923 году И. Н. Свешникова не была оставлена в Академии, нельзя исключить смешение комментатором дневников В. И. Вернадского Тимирязевской академии и Тимирязевского института.
2. ↑  Ростислав Сергеевич Ильин (1891—1937), геолог, студент Московского университета в 1909—1913 гг., там посещал лекции Вернадского, после этого вплоть до 1917 г. учился  в Московском сельскохозяйственном институте, параллельно служил участковым агрономом в Дмитровском уезде. С 1917 года член партии эсеров, в мае 1917 делегат I Всероссийского съезда крестьянских депутатов и августе 1917 делегат московского Государственного совещания. После октября 1917 был арестован в 1920 и 1921, но по ходатайству Вернадского отпущен. С января 1922 преподаватель почвоведения в МГУ и одновременно служит в Почвенном комитете. Летом 1925 опять арестован, и как член партии эсеров приговорён к 3 годам тюремного заключения, по ходатайству Вернадского срок сокращен до полутора лет. С 1929 работал в Западно-Сибирском геологическом управлении и преподавал в Томском университете. В 1931 году опять арестован, после 9 месяцев тюрьмы получил ссылку на 3 года. Летом 1932 года во время работы в местном геологическом управлении подал записку о потенциальной нефтеносности Западной Сибири. В 1934 ему присуждена степень кандидата наук, в 1935 он направил в Москву докторскую диссертацию "О происхождении лёсса". Но ему было отказано в проведении защиты, несмотря на позитивные отзывы В. И. Вернадского, М. А. Усова, Б. Б. Полынова и Л. И. Прасолова. 12 июня 1937 года вновь арестован, приговорён к расстрелу. Посмертно реабилитирован в 1956. Монография о происхождении лёсса опубликована только в 1978[5][7][8]